# Aram Quartet
Aram Quartet è stato un quartetto canoro italiano, interamente formato da pugliesi arrivato alla notorietà per aver vinto nel 2008 la prima edizione della versione italiana del talent show X Factor. Il nome del gruppo, ARAM, è un acronimo formato dalle iniziali dei quattro nomi anagrafici dei componenti. Il gruppo si è sciolto nell'estate del 2010.

## Storia
Nel 2008 si presentano ai provini della prima edizione italiana del famoso talent show musicale di origine inglese X Factor. Selezionati per partecipare, finiscono nella squadra dei gruppi guidata da Morgan e dal vocal coach Gaudi. Grazie al favore del pubblico, sono gli unici concorrenti a non finire mai in ballottaggio nel corso delle puntate. In finale, dove presentano il singolo Chi (Who), si classificano primi davanti a Giusy Ferreri, aggiudicandosi un contratto con la Sony BMG dal valore commerciale di 300000 € per la produzione di un album di inediti. Il 18 luglio 2008 viene pubblicato l'EP d'esordio ChiARAMente, contenente alcune cover interpretate durante lo show.
Il gruppo salentino presenta anche una canzone per il 59º Festival di Sanremo, ma viene escluso.
Il 17 aprile 2009 esce quindi l'album di inediti, dal titolo Il pericolo di essere liberi, anticipato dal singolo Il pericolo è il mio mestiere, ma scaduto il contratto con la Sony BMG, nel 2010 il gruppo si scioglie, e i membri seguono ognuno una strada diversa.

## Formazione
- Antonio Maggio (San Pietro Vernotico, 8 agosto 1986)
- Raffaele Simone (Lecce, 4 maggio 1974)
- Antonio Ancora (Galatina, 11 aprile 1981)
- Michele Cortese (Gallipoli, 27 settembre 1985)

## Discografia

### Album
| Anno | Titolo                       | ITA | Certificazione |
| ---- | ---------------------------- | --- | -------------- |
| 2009 | Il pericolo di essere liberi | 27  | —              |

### EP
| Anno | Titolo      | ITA | Certificazione |
| ---- | ----------- | --- | -------------- |
| 2008 | ChiARAMente | 9   | —              |

### Singoli
| Anno | Titolo                        | ITA | Certificazione |
| ---- | ----------------------------- | --- | -------------- |
| 2008 | Chi (Who)                     | 5   | —              |
| 2009 | Il pericolo è il mio mestiere | 39  | —              |